# 게자리 델타
게자리 델타(Delta Cancri, δ Cnc)는 게자리에 위치한 항성이다. 겉보기 등급은 +3.94로 맨눈으로 관측이 가능하다.

## 어원
고유 명칭인 아셀루스 아우스테랄리스(Asellus Australis)는 라틴어로 ‘남쪽의 작은 당나귀’를 뜻한다.

## 명칭
바이어 명명법에 따라 δ Cnc라는 명칭이 붙었으며, 이는 게자리에서 네 번째로 알파벳이 지정된 항성을 의미한다. 고유 명칭인 Asellus Australis는 북쪽의 아셀루스 보레알리스(Asellus Borealis)와 쌍을 이루는 명칭으로, 두 별은 프레세페 성단(M44)을 기준으로 각각 남쪽과 북쪽에 위치해 있다.

## 관측
게자리 델타는 북반구에서 겨울과 봄 사이의 밤하늘에서 잘 관측되며, 벌집 성단의 남쪽 경계를 이루는 별로 아마추어 천문가들이 성단을 찾을 때 기준점으로 사용된다. 쌍안경이나 소형 망원경으로도 쉽게 관측할 수 있으며, 대기 투과율이 좋을 경우 도시에서도 확인 가능하다.

## 특징
게자리 델타는 K형의 적색거성으로, 항성 진화 상 주계열을 벗어나 부풀어 오른 상태다. 중심핵에서는 수소 핵융합을 마친 후 헬륨 연소가 시작된 상태로 추정된다.

## 항성계
게자리 델타는 단일 항성으로 알려져 있으며, 현재까지 이중성 혹은 다중성의 증거는 발견되지 않았다. 분광학적 관측 결과 별의 움직임이나 중력 왜곡 등으로부터 동반성 존재는 확인되지 않았다.

## 역사와 문화적 의의
- 게자리 델타는 고대 그리스 신화 및 로마 신화에서 중요한 상징성을 가진 별로 여겨졌다. 아셀루스 아우스테랄리스와 보레알리스는 디오스쿠로이(카스토르와 폴룩스)가 히드라와 싸울 때 타고 온 당나귀에 비유된다. 이 별과 벌집 성단은 고대 이집트, 바빌로니아, 중국 등의 천문 체계에서도 언급되며, 계절의 전환점이나 농사력의 기준이 되는 별로 사용되었다.

- 중국의 전통 천문학에서는 이 별을 귀수(鬼宿)라는 별자리에 포함시켜 해석하였으며, 이는 28수 중 하나로 농경과 연관된 별자리이다.

## 관련 항목
- 게자리
- 게자리 감마
- 프레세페 성단
- 바이어 명명법
- 적색거성
- 항성 분광형